# Delia andersoni
Delia andersoni este o specie de muște din genul Delia, familia Anthomyiidae. A fost descrisă pentru prima dată de Malloch în anul 1924.
Este endemică în Kenya. Conform Catalogue of Life specia Delia andersoni nu are subspecii cunoscute.